# Ronald Stelten
Ronald Stelten is een Amerikaanse golfer. Hij speelde van 1986-1992 op de Europese Tour en had voor deze jaren een Tourkaart..
Stelten speelde 115 toernooien op de Tour. Zijn resultaten waren matig, hij kwam slechts vier keer in de top-10. Zijn beste resultaat was een 5de plaats in het Cepsa Madrid Open, dat door Bernhard Langer gewonnen werd. In 2007 en 2008 kwam Stelten weer naar Europa, ditmaal om op de Europese Senior Tour te spelen. Na vijftien toernooien had hij elf keer de cut gehaald maar nooit een top-10 plaats.
Hij geeft van juni - oktober les op de Taos Golf School in Taos (New Mexico) en van november tot mei in Palm Desert, Californië.

## Gewonnen
- 1989: Rolex Pro-Am
- 1992: Rolex Pro-Am (incl. ronde van 63)